# Коломийська єпархія ПЦУ
Коломийська єпархія — єпархія Православної церкви України на території Івано-Франківської області.
До утворення Православної церкви України була єпархією Української православної церкви Київського патріархату.

## Історія єпархії
Православ'я на Івано-Франківщині бере свій початок ще із часів Володимирового Хрещення.
Після укладення Берестейської унії частина парафія відійшла греко-католицькій церкві, та все ж залишилися і православні віруючі. Після входження краю до складу СРСР, було встановлено юрисдикцію Львівсько-Тернопільської єпархії Українського екзархату Російської Православної Церкви.
1946 року було утворено окрему Станіславську єпархію, яку на початку 1960-х років перейменували на Івано-Франківську.
Із відродженням УАПЦ наприкінці 1980-х років частина парафій відійшла від РПЦ і приєдналася до УАПЦ.
Першим єпископом УАПЦ Івано-Франківщини став колишній настоятель Свято-Успенського кафедрального собору м. Івано-Франківськ Андрій (Абрамчук).
1992 року єпархія увійшла до складу УПЦ КП. В цей час вона нараховувала до 395 парафій та більше 400 священиків.
Священний Синод УПЦ КП від 3 квітня 1997 року, в журналі № 8 постанов Священного Синоду. "Слухали: Прохання благочинних і духовенства Коломийського, Косівського, Верховинського, Городенківського, Надвірнянського районів Івано-Франківської єпархії УАПЦ про прийняття їх до складу УПЦ КП і про створення окремої Коломийської єпархії УПЦ КП правлячим архиєреєм якої було призначено єпископа Іоана (Бойчука).
8 березня 2013 р. Священний Синод УПЦ КП звільнив Преосвященнішого єпископа Іоана (Бойчука) від управління Коломийською єпархією за станом здоров'я, а керуючим Коломийською єпархією призначив єпископа Юліана (Гаталу)

## Єпархіальні відділи
Секретар Єпархіального управління: митр. прот. Юрій Бровчук
Економ: митр. прот. Роман Лазарук
1. Єпархіальний інформаційно-видавничий та по зв’язкам із засобами масової інформації відділ (прес-служба).
2. Єпархіальний відділ у справах сім’ї, молоді та катехизації.
3. Єпархіальний літургіко-богословський відділ.
4. Єпархіальний паломницький відділ
5. Єпархіальний відділ по зв’язкам з громадськістю та представниками влади в Івано-Франківській області
6. Єпархіальний відділ по взаємодії зі Збройними силами та правоохоронними органами
7. Єпархіальний відділ у справах церковного будівництва, архітектури та збереження пам’яток сакральної спадщини.
8. Єпархіальний відділ пастирської опіки пенітенціарної системи.
9. Єпархіальний відділ по взаємодії з органами охорони здоров’я та медицини.
10. Єпархіальний відділ по взаємодії з навчально-освітніми закладами
11. Єпархіальний юридичний відділ.

## Сьогодення єпархії
На сьогоднішній день до складу Коломийської єпархії входить понад 135 парафій, в яких служать 80 священнослужителів. 
В юрисдикцію єпархії також входять 1 монастир. Функціонують недільні школи.
Кафедральні храми розташовані у м. Коломия. Це — Кафедральний собор Преображення Господнього і Кафедральний собор святого апостола євангеліста Івана Богослова.

## Церкви та монастирі єпархії

### Єпархіальне управління
- м. Коломия, вул. Івана Франка, 42

### Коломийське міське благочиння
м. Коломия, благочинний митр. прот. Василь Мизюк
| № | Назва                                                           | Адреса                         | Настоятель                                                                                          | Примітка |
| - | --------------------------------------------------------------- | ------------------------------ | --------------------------------------------------------------------------------------------------- | -------- |
| 1 | Кафедральний собор Преображення Господнього                     | вул. Івана Мазепи, 14          | єпископ Юліан клірики; митр. прот. Василь Мизюк, митр. прот. Тарас Мойсюк, протодиякон Антон Трачук |          |
| 2 | Собор святого апостола євангеліста Івана Богослова              | вул. Леонтовича, 18/11         | єпископ Юліан клірики: прот. Василь Бойчук                                                          |          |
| 3 | Церква святих рівноапостольних Костянтина і Олени               | вул. Івана Франка, 42          | прот. Василь Юрчук                                                                                  |          |
| 4 | Церква всіх святих землі Української                            | вул. Івана Франка, 94          | митр. прот. Василь Струк                                                                            |          |
| 5 | Церква Благовіщення Пресвятої Богородиці                        | вул. Привокзальна, 12          | ієрей Мирослав Пушкарук                                                                             |          |
| 6 | Церква прп. Агапіта Печерського                                 | в Коломийській дитячій лікарні | ієрей Юрій Кадинський                                                                               |          |
| 7 | Церква Святого Праведного Симеона Богоприїмця та Пророчиці Анни | геріатричний пансіонат         | ієрей Юрій Кадинський                                                                               |          |

### Коломийське районне благочиння
Благочинний митр. прот. Михайло Сметанюк
| №  | Населений пункт                         | Назва                                        | Адреса | Настоятель                   | Примітка |
| -- | --------------------------------------- | -------------------------------------------- | ------ | ---------------------------- | -------- |
| 1  | с. Берем'яни Коломийського району       | Каплиця святого Дмитрія Солунського          |        | ієрей Роман Мартинюк         | 1993     |
| 2  | смт. Гвіздець Коломийського району      | Церква Різдва Пресвятої Богородиці           |        | ієрей Іван Венгрин           | 1855     |
| 3  | с. Джурків Коломийського району         | Церква Успіння Пресвятої Богородиці          |        | митр. прот. Іван Кузьмин     | 1998     |
| 4  | с. Загайпіль Коломийського району       | Церква Різдва Пресвятої Богородиці           |        | прот. Василь Юрчук           | 2000     |
| 5  | с. Замулинці Коломийського району       | Церква перенесеня мощей святителя Миколая    |        | митр. прот. Василь Пятничук  | 2010     |
| 6  | с. Кобилець Коломийського району        | Церква Воздвиження Чесного Хреста            |        | митр. прот. Василь Пятничук  |          |
| 7  | с. Малий Гвіздець Коломийського району  | Церква Різдва Христового                     |        | митр. прот. Богдан Юречко    | 1854     |
| 8  | с. Остапківці Коломийського району      | Церква святителя Миколая                     |        | митр. прот. Юрій Юрчук       | 1855     |
| 9  | с. Мала Кам'янка Коломийського району   | Церква святого апостола Андрія Первозванного |        | прот. Василь Лазарович       |          |
| 10 | с. Малий Ключів Коломийського району    | Церква Різдва Пресвятої Богородиці           |        | митр. прот. Михайло Сметанюк | 1857     |
| 11 | с. Старий Гвіздець Коломийського району | Церква Успення Пресвятої Богородиці          |        | прот. Віталій Козак          | 1860     |
| 12 | с. Підгайчики Коломийського району      | Церква Благовіщення Пресвятої Богородиці     |        | митр. прот. Михайло Сметанюк | 1854     |
| 13 | с. Турка Коломийського району           | Церква Святого Духа                          |        | митр. прот. Андрій Григорчук | 1927     |
| 14 | с. Чехова Коломийського району          | Церква Покрови Пресвятої Богородиці          |        | прот. Степан Вінтоняк        | 1872     |

### Отинійське благочиння
Благочинний митр. прот. Володимир Липко
| №  | Населений пункт                         | Назва                                       | Адреса       | Настоятель                  | Примітка |
| -- | --------------------------------------- | ------------------------------------------- | ------------ | --------------------------- | -------- |
| 1  | с. Баб'янка Коломийського району        | Церква св. влмч. Юрія Переможця             |              | митр. прот. Іван Мельник    | 1752     |
| 2  | с. Грабич Коломийського району          | Церква Покрови Пресвятої Богородиці         |              | прот. Василь Мельник        | 1931     |
| 3  | с. Голосків Коломийського району        | Церква св. Миколая                          |              | митр. прот. Володимир Липко |          |
| 4  | смт. Отинія Коломийського району        | Церква введення в храм Пресвятої Богородиці | вул. Свободи | прот. Василь Мороз          | 1877     |
| 5  | смт. Отинія Коломийського району        | Церква-Каплиця св. влмч. Варвари            |              | прот. Василь Мороз          | 2008     |
| 6  | с. Ліски Коломийського району           | Церква святителя Миколая                    |              | митр. прот. Михайло Човган  | 1990     |
| 7  | с. Лісний Хлібичин Коломийського району | Церква Успення Пресвятої Богородиці         |              | митр. прот. Володимир Липко |          |
| 8  | с. Лісна Слобідка Коломийського району  | Церква Перенесення мощей св. Миколая        |              | прот. Володимир Лучак       |          |
| 9  | с. Михалків Коломийського району        | Церква Покрови Пресвятої Богородиці         |              | прот. Василь Табачнюк       | 1802     |
| 10 | с. Молодилів Коломийського району       | Церква Пресвятої Трійці                     |              | прот. Тарас Петльоха        | 1880     |
| 11 | с. Жукотин Коломийського району         | Церква Воскресіння Христового               |              | митр. прот. Василь Мізюк    | 1844     |
| 12 | с. Скопівка Коломийського району        | Церква Вознесіння Господнього               |              | ієрей Михайло Оріпов        | 1891     |
| 13 | с. Струпків Коломийського району        | Церква Вознесіння Господнього               |              | ієрей Павло Пецюк           | 1870     |
| 14 | с. Торговиця Коломийського району       | Церква Архистратига Михаїла                 |              | митр. прот. Тарас Мойсюк    | 1906     |

### Печеніжинське благочиння
Благочинний митр. прот. Юрій Ужитчак
| №  | Населений пункт                        | Назва                                                     | Адреса             | Настоятель                 | Примітка                   |
| -- | -------------------------------------- | --------------------------------------------------------- | ------------------ | -------------------------- | -------------------------- |
| 1  | с. Великий Ключів Коломийського району | Церква Параскеви Сербської                                |                    | митр. прот. Юрій Ужитчак   | 1865                       |
| 2  | с. Верхній Вербіж Коломийського району | Церква архистратига Михаїла                               |                    | митр. прот. Іван Шевчук    |                            |
| 3  | с. Ковалівка Коломийського району      | Церква святого великомученика Димитрія (почергово з УГКЦ) |                    | ієрей Андріан Ужитчак      | 1893                       |
| 4  | с. Кропивище Коломийського району      | Церква святого великомученика Димитрія Солунського        |                    | митр. прот. Олексій Чорнюк | 1892                       |
| 5  | с. Марківка Коломийського району       | Церква Введення в храм Пресвятої Богородиці               |                    | митр. прот. Василь Ткачук  | 1883                       |
| 6  | с. Молодятин Коломийського району      | Церква Успіння Пресвятої Богородиці                       |                    | митр. прот. Юрій Гушул     | 1895                       |
| 7  | с. Мишин Коломийського району          | Церква святої рівноапостольної княгині Ольги              |                    | митр. прот. Роман Лазарук  | 2021                       |
| 8  | с. Нижній Вербіж Коломийського району  | Церква Різдва Пресвятої Богордиці                         |                    | митр. прот. Василь Вепрук  | 1808 будується нова церква |
| 9  | смт. Печеніжин Коломийського району    | Церква святого великомученика Димитрія                    | пров. Івана Франка | митр. прот. Микола Глушак  | 1629                       |
| 10 | с. Слобода Коломийського району        | Церква Різдва Пресвятої Богородиці                        |                    | митр. прот. Юрій Бровчук   | 1861                       |
| 11 | с. Сопів Коломийського району          | Церква Різдва Христового                                  |                    | прот. Іван Ільчишин        |                            |
| 12 | с. Тростянка Коломийського району      | Церква святого архистратига Михаїла                       |                    | прот. Іван Ільчишин        |                            |

### Верховинське благочиння
Благочинний митр. прот. Дмитро Михавків
| №  | Населений пункт                                        | Назва                                                 | Адреса | Настоятель                     | Примітка |
| -- | ------------------------------------------------------ | ----------------------------------------------------- | ------ | ------------------------------ | -------- |
| 1  | с. Ільці Верховинського району                         | Церква Пресвятої Трійці                               |        | митр. прот. Дмитро Михавків    | 1881     |
| 2  | смт Верховина                                          | Церква Успіння Пресвятої Богородиці                   |        | митр. прот. Юрій Стефлюк       | 1994     |
| 3  | смт Верховина                                          | Церква Зачаття праведною Анною Пресвятої Богородиці   |        | митр. прот. Ігор Рибенчук      |          |
| 4  | смт. Верховина присілок Синиці                         | Церква Різдва Пресвятої Богородиці                    |        | ієрей Василь Миронюк           |          |
| 5  | с. Барвінків Верховинського району                     | Церква Святого Миколая                                |        | ієрей Юрій Шкіндюк             | 1867     |
| 6  | с. Бережниця Верховинського району                     | Церква Перенесення мощей Святителя Миколая Чудотворця |        | ієрей Борис Мних               | 1920     |
| 7  | с. Білоберізка Верховинського району                   | Церква Покрови Пресвятої Богородиці                   |        | митр. прот. Дмитро Петльоха    | 1851     |
| 8  | с. Біла Річка Верховинського району                    | Церква Трьох святителів                               |        | митр. прот. Василь Попадюк     |          |
| 9  | с. Бистрець Верховинського району                      | Церква Успіння праведної Анни                         |        | митр. прот. Віктор Шица        | 1872     |
| 10 | с. Буковець Верховинського району                      | Церква Вознесіння Господнього                         |        | митр. прот. Петро Соколовський | 1994     |
| 11 | с. Верхній Ясенів Верховинського району                | Церква Пресвятої Тройці                               |        | митр. прот. Михайло Гергелюк   | 1900     |
| 12 | с. Голови Верховинського району                        | Церква святого пророка Іллі                           |        | митр. прот. Юрій Атаманюк      | 1993     |
| 13 | с. Голови Верховинського району                        | Церква Покрови Пресвятої Богородиці                   |        | митр. прот. Юрій Атаманюк      |          |
| 14 | с. Голови Верховинського району                        | Церква святого великомученика Юрія Переможця          |        | ієрей Андріан Атаманюк         | 2008     |
| 15 | с. Голошина Верховинського району                      | Церква святого великомученика Юрія Переможця          |        | митр. прот. Семен Перва        |          |
| 16 | с. Грамотне Верховинського району                      | Церква Вознесіння Господнього                         |        | митр прот. Семен Перва         |          |
| 17 | с. Гринява Верховинського району                       | Церква Успіння Пресвятої Богородиці                   |        | митр. прот. Ігор Фенчук        |          |
| 18 | с. Дземброня Верховинського району                     | Церква святої рівноапостольної княгині Ольги          |        | митр. прот. Віктор Шица        | 2017     |
| 19 | с. Зелене Верховинського району                        | Церква Усікновення голови Івана Хрестителя            |        | митр. прот. Микола Будзан      | 1870     |
| 20 | с. Замагора Верховинського району                      | Церква Чуда Архистратига Михаїла в Хонах              |        | прот. Володимир Максим'юк      | 2014     |
| 21 | с. Замагора (присілок Рикалівка) Верховинського району | Церква святого Івана Хрестителя                       |        | прот. Михайло Мануляк          |          |
| 22 | с. Красник Верховинського району                       | Церква Покрови Пресвятої Богородиці                   |        | митр. прот. Юрій Мануляк       |          |
| 23 | с. Білоберезка (присілок Заверх) Верховинського району | Церква святого великомученика Юрія Переможця          |        | прот. Ігор Кисилейчук          | 1998     |
| 24 | с. Красноїлля Верховинського району                    | Церква святих апостолів Петра і Павла                 |        | митр. прот. Василь Данильчик   | 1843     |
| 25 | с. Кривопілля Верховинського району                    | Церква святого пророка Іллі                           |        | прот. Петро Якіб'юк            | 2001     |
| 26 | с. Криворівня Верховинського району                    | Церква Різдва Пресвятої Богородиці                    |        | митр. прот. Іван Рибарук       | 1719     |
| 27 | с. Криворівня (присілок Устя) Верховинського району    | Церква святого мученика Іоанна Сучавського            |        | ієрей Борис Мних               | 2008     |
| 28 | с. Криворівня (присілок Багни) Верховинського району   | Церква приподобного Іова Почаївського                 |        | митр. прот. Іван Рибарук       | 2009     |
| 29 | с. Перехресне Верховинського району                    | Церква святого князя Володимира                       |        | прот. Юрій Миронюк             |          |
| 30 | с. Пробійнівка Верховинського району                   | Церква святого великомученика Димитрія Солунського    |        | митр. прот. Ігор Фенчук        |          |
| 31 | с. Стебні Верховинського району                        | Церква святителя Миколая                              |        | прот. Михайло Ливак            |          |
| 32 | с. Устеріки Верховинського району                      | Церква Вознесіння Господнього                         |        | прот. Петро Данильчик          | 1930     |
| 33 | с. Черемошна Верховинського району                     | Церква Чуда Архистратига Михаїла                      |        | митр. прот. Василь Попадюк     | 1929     |
| 34 | с. Сеньківське Верховинського району                   | Церква святого апостола Андрія Первозванного          |        | прот. Роман Сусак              |          |
| 35 | с. Хороцеве Верховинського району                      | Церква Успіння Пресвятої Богородиці                   |        | митр. прот. Дмитро Петльоха    |          |
| 36 | с. присілок Чорна Річка Верховинського району          | Церква Вознесіння Господнього                         |        | прот. Володимир Максим'юк      |          |
| 37 | с. Шибене Верховинського району                        | Церква перенесення мощей св. Миколая                  |        | ієрей Степан Будзан            | 2004     |
| 38 | с. Яблуниця (присілок (Зарви) Верховинського району    | Церква Покрови Пресвятої Богородиці                   |        | прот. Роман Сусак              |          |

### Городенківське благочиння
Благочинний митр. прот. Богдан Мороз
| №  | Населений пункт                          | Назва                                         | Адреса                 | Настоятель                                       | Примітка              |
| -- | ---------------------------------------- | --------------------------------------------- | ---------------------- | ------------------------------------------------ | --------------------- |
| 1  | м. Городенка                             | Церква Іверської ікони Божої Матері           | вул. Крушельницької, 8 | митр. прот. Богдан Мороз                         | 1995                  |
| 2  | м. Городенка                             | Церква святих Петра і Павла                   | вул. Шевченка          | митр. прот. Богдан Мороз, ієрей Любомир Петришин | 1994                  |
| 3  | м. Городенка                             | Жіночий монастир Покрови пресвятої Богородиці | вул. Шевченка, 84      |                                                  |                       |
| 4  | с. Виноград Коломийського району         | Церква Архистратига Михаїла                   |                        | прот. Іван Мороз                                 | 1875                  |
| 5  | с. Вікно Коломийського району            | Церква Архистратига Михаїла                   |                        | митр. прот. Мирослав Ніньовський                 |                       |
| 6  | с. Вільхівці Коломийського району        | Церква св. Микити                             |                        | митр. прот. Іван Буряк                           | 1860                  |
| 7  | с. Воронів Коломийського району          | Церква Різдва Пресвятої Богородиці            |                        | митр. прот. Михайло Возняк                       | 2019                  |
| 8  | с. Глушків Коломийського району          | Церква Арх. Михаїла                           |                        | митр. прот. Іван Теремко                         | 1864 почергово з УГКЦ |
| 9  | с. Корнів Коломийського району           | Церква Арх. Михаїла                           |                        | митр. прот. Василь Барчинський                   | 1860                  |
| 10 | с. Лука Коломийського району             | Церква Архистратига Михаїла                   |                        | митр. прот. Микола Симчич                        | 1876                  |
| 11 | с. Михальче Коломийського району         | Церква Перенесення мощей святого Миколая      |                        | митр. прот. Іван Терновський                     | 1783                  |
| 12 | с. Монастирок Коломийського району       | Церква Успіння Пресвятої Богородиці           |                        | митр. прот. Микола Симчич                        |                       |
| 13 | с. Новоселівка Коломийського району      | Церква Перенесення Мощей св. Миколая          |                        | митр. прот. Богдан Войтишин                      |                       |
| 14 | с. Незвисько Коломийського району        | Церква Вознесіння Христового                  |                        | митр. прот. Михайло Возняк                       | 1868                  |
| 15 | с. Олієво-Корнів Коломийського району    | Церква Покрови Пресвятої Богородиці           |                        | митр. прот. Богдан Войтишин                      | 1930                  |
| 16 | с. Олієво-Королівка Коломийського району | Церква Преображення Господнього               |                        | митр. прот. Богдан Войтишин                      | 1828                  |
| 17 | с. Острівець Коломийського району        | Церква св. влмч. Юрія Переможця               |                        | ієрей Дмитро Лісецький                           | 1859                  |
| 18 | с. Раковець Коломийського району         | Церква св. влмч. Димитрія Солунського         |                        | митр. прот. Олексій Мороз                        | 1858                  |
| 19 | с. Рашків Коломийського району           | Церква Різдва Пресвятої Богородиці            |                        | митр. прот. Іван Осадчук                         | 1886                  |
| 20 | с. Рогиня Коломийського району           | Церква Різдва Пресвятої Богородиці            |                        | ієрей Василь Старжинський                        | 1991                  |
| 21 | с. Семаківці Коломийського району        | Церква Вознесіння Христового                  |                        | митр. прот. Андрій Дмитрук                       | 1830                  |
| 22 | с. Семенівка Коломийського району        | Церква святої Параскеви П'ятниці              |                        | митр. прот. Олексій Мороз                        | 1860                  |
| 23 | с. Слобідка Коломийського району         | Церква Покрови Пресвятої Богородиці           |                        | митр. прот. Микола Кравчук                       | 1852                  |
| 24 | с. Тишківці Коломийського району         | Церква Різдва Івана Хрестителя                |                        | митр. прот. Ярослав Олійник                      | 1876                  |
| 25 | с. Торговиця Коломийського району        | Церква Різдва Пресвятої Богородиці            |                        | прот. Ігор Васютин                               | 1924                  |
| 26 | с. Топорівці Коломийського району        | Церква Успення Пресвятої Богородиці           | вул. Шевченка          | ієрей Василь Марковський                         | 1853                  |
| 27 | с. Уніж Коломийського району             | Церква перенесення мощей св. Миколая          |                        | ієрей Михайло Терновський                        | 1993                  |
| 28 | с. Хвалибога Коломийського району        | Церква Успення Пресвятої Богородиці           |                        | прот. Любомир Петришин                           |                       |
| 29 | с. Чернятин Коломийського району         | Церква Успіння Пресвятої Богородиці           |                        | митр. прот. Михайло Гуменяк                      | 1886                  |
| 30 | с. Чортовець Коломийського району        | Церква Святителя Миколая                      |                        | прот. Володимир Молявчик                         | 1906                  |
| 31 | с. Якубівка Коломийського району         | Церква св. влмч. Димитрія Солунського         |                        | ієрей Михайло Терновський                        | 1997                  |

### Косівське благочиння
Благочинний митр. прот. Іван Близнюк
| №  | Населений пункт                    | Назва                                                  | Адреса | Настоятель                                              | Примітка |
| -- | ---------------------------------- | ------------------------------------------------------ | ------ | ------------------------------------------------------- | -------- |
| 1  | м. Косів                           | Церква Різдва Івана Хрестителя                         |        | митр. прот. Ростислав Близнюк                           | 1912     |
| 2  | с. Старий Косів Косівського району | Церква Успіння Пресвятої Богородиці                    |        | митр. прот. Іван Близнюк, сотрудник ієрей Василь Павлюк | 1991     |
| 3  | с. Вербовець Косівського району    | Церква Благовіщення Пресвятої Богородиці               |        | митр. прот. Степан Губернат                             | 1850     |
| 4  | с. Город Косівського району        | Церква прп. Онуфрія Великого                           |        | митр. прот. Ростислав Близнюк                           | 1850     |
| 5  | с. Космач Косівського району       | Церква святого Миколая                                 |        | митр. прот. Василь Струк                                |          |
| 6  | с. Соколівка Косівського району    | Церква Зішестя Святого Духа                            |        | прот. Василь Дійчук                                     | 1896     |
| 7  | с. Яворів Косівського району       | Церква Пресвятої Трійці                                |        | митр. прот. Василь Іванюк                               | 1927     |
| 8  | с. Уторопи Косівського району      | Церква Архистратига Михаїла                            |        | митр. прот. Богдан Стефанків                            | 1929     |
| 9  | с. Шепіт Косівського району        | Церква Пресвятої Трійці                                |        | митр. прот. Іван Петращук                               | 1996     |
| 10 | с. Шепіт Косівського району        | Церква мцц. Віри, Надії, Любові та матері їхньої Софії |        | митр. прот. Іван Петращук                               |          |
| 11 | с. Химчин Косівського району       | Церква Покрови Пресвятої Богородиці                    |        | митр. прот. Ярослав Хрущ                                | 1868     |
| 12 | с. Річка Косівського району        | Церква Св. Василія Великого                            |        | митр. прот. Володимир Левицький                         | 1896     |
| 13 | с. Трач Косівського району         | Церква Різдва Пресвятої Богородиці                     |        | митр. прот. Василь Панайда                              | 1909     |
| 14 | с. Корости Косівського району      | Церква Вознесіння Господнього                          |        | прот. Василь Онищук                                     | 1993     |
| 15 | с. Цуцулин Косівського району      | Церква Покрови Пресвятої Богородиці                    |        | митр. прот. Василь Лазарович                            | 1848     |

### Надвірнянське благочиння
Благочинний митр. прот. Олег Траско
| № | Населений пункт                           | Назва                                         | Адреса                  | Настоятель                 | Примітка |
| - | ----------------------------------------- | --------------------------------------------- | ----------------------- | -------------------------- | -------- |
| 1 | м. Надвірна                               | Церква св. рівноап. князя Володимира Великого | вул. Адама Міцкевича, 7 | митр. прот. Олег Траско    |          |
| 2 | с. Білі Ослави Надвірнянського району     | Церква святого влмч. Димитрія Солунського     |                         | митр. прот. Василь Ужитчак |          |
| 3 | с. Білі Ослави Надвірнянського району     | Церква Успіння Пресвятої Богородиці           |                         | митр. прот. Василь Ужитчак |          |
| 4 | с. Гвізд Надвірнянського району           | Церква Арх. Михаїла                           |                         | прот. Любомир Траско       | 1997     |
| 5 | с. Заріччя Надвірнянського району         | Церква Покрови Пресвятої Богородиці           |                         | митр. прот. Олег Тряско    |          |
| 6 | с. Лісна Велесниця Надвірнянського району | Церква св. влмч. Димитрія Солунського         |                         | прот. Михайло Максим'юк    | 1993     |
| 7 | с. Чорний Потік Надвірнянського району    | Церква Арх. Михаїла                           |                         | митр. прот. Іван Микицей   |          |
| 8 | с. Чорні Ослави Надвірнянського району    | Церква святого Василія Великого               |                         | ієрей Микола Грицанюк      | 1886     |

### Делятинське благочиння
Благочинний митр. прот. Іван Лавришин
| № | Населений пункт                           | Назва                                        | Адреса                    | Настоятель                   | Примітка |
| - | ----------------------------------------- | -------------------------------------------- | ------------------------- | ---------------------------- | -------- |
| 1 | с. Бистриця Надвірнянського району        | Церква святого Юрія Переможця                |                           | прот. Михайло Герилюк        | 1924     |
| 2 | смт Делятин Надвірнянського району        | Церква святих апостолів Петра і Павла        | вул. Січ. Стрільців, 31а  | митр. прот. Іван Кепещук     | [ 2 ]    |
| 3 | смт Делятин Надвірнянського району        | Церква Трьох Святителів                      | вул. 16 липня, 40-Б       | митр. прот. Ярослав Арбат    |          |
| 4 | с. Добротів Надвірнянського району        | Церква Покладання Пояса Пресвятої Богородиці |                           | митр. прот. Михайло Слободян | 1895     |
| 5 | смт Ланчин Надвірнянського району         | Церква Чуда Архистратига Михаїла             | вул. 30-річчя Перемоги, 2 | прот. Тарас Щербатюк         | 1926     |
| 6 | с. Лісна Тарновиця Надвірнянського району | Церква Архистратига Михаїла                  |                           | прот. Михайло Максим'юк      |          |
| 7 | с. Парище Надвірнянського району          | Церква Вознесіння Господнього                |                           | митр. прот. Іван Лавришин    |          |

### Яремчанське благочиння
| № | Населений пункт                    | Назва                           | Адреса | Координати                                                              | Настоятель                                                                          | Примітка |
| - | ---------------------------------- | ------------------------------- | ------ | ----------------------------------------------------------------------- | ----------------------------------------------------------------------------------- | -------- |
| 1 | с. Яблуниця Надвірнянського району | Церква святого Василія Великого |        | 48°18′52″ пн. ш. 24°29′21″ сх. д. / 48.314326° пн. ш. 24.489169° сх. д. | в. о. декана митр. прот. Володимир Стадник, другий священик ієрей Святослав Стадник |          |